# حصار جدة (1925)
حصار جدة (1925) حدثت حصار جدة بداية عام 1925م وانتهت فترة الحصار في شهر ديسمبر عام 1925م. وعندما دخل السلطان عبد العزيز بن عبد الرحمن بن فيصل آل سعود في شهر يناير عام 1925م، فرض الحصار على مدينة جدة، ولما طال الحصار مايقرب من 12 شهراً، طلب السلطان عبد العزيز من أهل نجد المدد، فأرسل فيصل بن عبد العزيز آل سعود إلى جدة بقواته فانطلق من الرياض في شهر أكتوبر 1925م، ووصل بألويته إلى مكة المكرمة بتاريخ 23 نوفمبر 1925م، ليشترك مع والده عبد العزيز لحصار جدة، وبعد أن خيمت قواته لمدة أسبوع في أماكن متعددة حول مكة المكرمة، انتقلت قواته في 30 نوفمبر إلى أبرق الرغامة قرب مدينة جدة، وبعد أيام استسلم علي بن الحسين ودخلت القوات السعودية مدينة جدة.

## أقوال المؤرخين السعوديين
بعد دخول عبد العزيز لمدينة جدة، قال خالد بن سلطان مؤلف كتاب مقاتل من الصحراء بأن فيصل بن عبد العزيز وجنوده عندما دخل جدة لم يشترك في القتال، وقال مؤرخون سعوديون بأن الملك عبد العزيز وافق على تنازل علي بن الحسين عن الحكم وغادر جدة بممتلكاته الشخصية، وتعهد عبد العزيز بسلامة الموظفين والعسكريين والأشراف والمدنيين، وبعد دخول الملك  عبد العزيز مدينة جدة رحب أهل جدة بالهتافات والتأييد.